# Corriere della Sera
Corriere della Sera (em português:  "Correio da Noite") é um jornal diário italiano. Sua sede é a cidade de Milão, pertencente ao grupo RCS Mediagroup. Tem este nome porque originalmente era vendido a partir da 21 horas. Sua circulação média diária era de 410.242 cópias em dezembro de 2015. Seus principais concorrentes são o La Repubblica, de Roma, e o La Stampa, de Turim.

## História
Publicado pela primeira vez em 5 de março 1876, o Corriere della Sera é um dos jornais mais antigos da Itália. Alcançou uma circulação de mais de 1 milhão sob editor e co-proprietário Luigi Albertini, 1900-1925. Ele era um forte opositor do socialismo, do clericalismo, e do primeiro-ministro Giovanni Giolitti, que estava disposto a se comprometer com essas forças. A oposição de Albertini ao regime fascista forçou os outros coproprietário para derrubá-lo 1925.